# Search and Nearness
Search and Nearness è il settimo album in studio del gruppo musicale statunitense The Rascals, pubblicato nel 1971.

## Tracce
Side 1
1. Right On
2. I Believe
3. Thank You Baby
4. You Don't Know
5. Nama

Side 2
1. Almost Home
2. The Letter
3. Ready for Love
4. Fortunes
5. Glory Glory

## Formazione

### Gruppo
- Felix Cavaliere – voce, tastiera
- Eddie Brigati – voce
- Gene Cornish – chitarra
- Dino Danelli – batteria

### Musicisti addizionali
- Harold Cowart – basso
- Ron Blanco – basso
- Chuck Rainey – basso
- Joe Newman – tromba
- Joe Farrell – sassofono
- Seldon Powell – sassofono
- The Sweet Inspirations – cori
- Cissy Houston, Tasha Thomas – cori